# آشرالار
آشرالار (به لاتین: Aşralar) یک منطقه مسکونی در جمهوری آذربایجان است که در شهرستان تووز واقع شده است.